# Elísio de Albuquerque
Elísio de Albuquerque Filho (Manaus, 27 de outubro de 1920 — São Paulo, 23 de setembro de 1983) foi um ator brasileiro.

## Biografia
Filho caçula de oito irmãos, Elísio de Albuquerque passou a infância e juventude em Manaus, quando iniciou a carreira no teatro amador. Durante a Segunda Guerra Mundial foi convocado para participar da Força Expedicionária Brasileira, participando da lendária batalha de Monte Castelo, em 1945. De volta ao Brasil, mudou-se para a cidade do Rio de Janeiro, prosseguindo o trabalho teatral, tanto amador quanto profissional, mantendo paralelamente uma carreira de funcionário público. Em 1955, casou-se com Iolita, com quem teve quatro filhos: Rejane, Roberto, Laíse e Luciana.
Participou de peças históricas do teatro brasileiro, como A Moratória (1954), de Jorge Andrade e Senhora dos Afogados (1947), de Nelson Rodrigues, ao mesmo tempo que mantinha uma promissora carreira na televisão, vivendo o grande vilão Dom Rafael em O Direito de Nascer, em 1964. Em 1968, outro grande sucesso, o milionário Adalberto Dias Leme, de Antônio Maria. Também trabalhou no cinema, em filmes como Modelo 19, Suzana e o Presidente, Apassionata e A Família Lero-Lero. Participou constantemente, também, de vários especiais teledramatúrgicos da TV Cultura, como A Casa Fechada, dirigido por Antunes Filho (1972).

## Vida pessoal
Retirou-se da vida artística em 1972, após concluir a telenovela O Preço de um Homem, por problemas de saúde que se complicariam nos anos subsequentes.

## Filmografia
Filmes com Elísio de Albuquerque:
- A Sogra (1954)

### Trabalhos na televisão
- 1963 - Moulin Rouge, a Vida de Toulouse-Lautrec
- 1964 - Alma Cigana...dom Rafael
- 1964 - O Direito de Nascer...dom Rafael
- 1965 - O Preço de uma Vida...dom Antônio
- 1968 - Antônio Maria...Adalberto Dias Leme
- 1971 - O Preço de um Homem...Joaquim